# ミツミ電機
ミツミ電機株式会社（ミツミでんき、MITSUMI ELECTRIC CO., LTD.）は東京都多摩市に本社を置く電機部品メーカー。2017年（平成29年）、株式交換でミネベアの完全子会社となる。

## 概要
電子デバイスを開発して製造し、8ビットパソコン時代からフロッピーディスクドライブをOEMした。1985年にクイックディスクを日立マクセルと共同開発して発売した。1990年代にソニー、松下寿電子工業とともにPC/AT互換機用外部記憶装置の市場を寡占した。キーボードやゲームコントローラをOEMした。ACアダプタを日本の携帯電話の端末製造会社やキャリアへOEMした。2006年度に導入されたセンター試験リスニングテストのICプレーヤー基板を製造した。ニンテンドーDSやWiiのアセンブリを受託した。

## 沿革
- 1954年（昭和29年）1月 - 三美電機製作所を設立。
- 1959年（昭和34年）11月 - ミツミ電機株式会社に商号を変更。
- 1962年（昭和37年）4月 - 株式額面を変更し、ミツミ電機株式会社（1949年4月16日設立の同名会社）に吸収合併される。
- 2003年（平成15年）10月 - 子会社の秋田ミツミ株式会社、山形ミツミ株式会社、ミツミニューテク株式会社、栃木ミツミ株式会社を吸収合併。
- 2007年（平成19年）10月 - 子会社の九州ミツミ株式会社を吸収合併。
- 2017年（平成29年）
  - 1月24日 - 上場廃止[4]。
  - 1月27日 - ミネベア株式会社（現：ミネベアミツミ株式会社）と経営統合。株式交換により同社の完全子会社となる[5][4]。
- 2021年（令和3年）10月1日 - オムロン株式会社から、アナログ半導体8インチ工場とMEMS事業を会社分割により分社化した滋賀セミコンダクター株式会社の全株式を取得して子会社化し、同日付でMMIセミコンダクター株式会社へ社名変更する[6]。
- 2022年（令和4年）11月1日 - 住友金属鉱山株式会社から住鉱テック株式会社の全株式を取得して子会社化し、同日付でミネベアコネクト株式会社へ社名変更する[7]。

## 歴代社長
1959年 森部一、1991年 原口高、1996年 森部一夫、2002年 森部茂、2017年 岩屋良造、2023年 岩熊勝行

## 事業所
- 本社（東京都多摩市鶴牧）
- 厚木事業所（神奈川県厚木市）
- 山形事業所（山形県山形市）
- 秋田事業所（秋田県潟上市）
- 千歳事業所（北海道千歳市）
- 九州事業所（福岡県飯塚市）